# Proterpia rotundicornis
Proterpia rotundicornis är en insektsart som beskrevs av Leon Fairmaire. Proterpia rotundicornis ingår i släktet Proterpia och familjen hornstritar. Inga underarter finns listade i Catalogue of Life.